# Anthaxia anadyomene
Anthaxia anadyomene es una especie de escarabajo del género Anthaxia, familia Buprestidae. Fue descrita científicamente por Bílý & Kubá en 2004.